# Composició I amb gris i vermell
Composició I amb gris i vermell (Composition No. 1 with Grey and Red en anglès) és una pintura a l'oli del pintor holandès Piet Mondrian. El quadre va ser pintat el 1938 i es troba al Museu Guggenheim de Venècia.

## Història
De 1938 a 1940, Piet Mondrian, exiliat de París per la guerra, s'havia establert a Londres prop dels seus amics Naum Gabo, Barbara Hepworth i Ben Nicholson, també artistes. Durant aquest període, va continuar treballant en l'estil reduccionista que havia desenvolupat a França, en què línies negres horitzontals i verticals s'intersecten en el llenç en relacions equilibrades asimètricament per crear quadrilàters blancs o de colors. La paleta es limita al negre, el blanc i als colors primaris. Aquesta obra en concret és de les més cromàticament austeres.

## Anàlisi
A través de separar per complet la forma del seu significat, Mondrian esperava proporcionar un equivalent visual a les veritats que habiten a la natura però que són ocultats en llurs manifestacions, aleatòries i imperfectes. Trobava que si era capaç de comunicar aquestes veritats per mitjà d'oposicions resoltes, una "equació real d'allò universal i allò individual", l'efecte espiritual de l'espectador seria de descans total i harmonia animista. Per tal d'obtenir aquesta transmissió, l'artista hauria de sublimar la seva personalitat de tal manera que no interferís amb la percepció de l'espectador de l'equilibri rítmic de la línia, la dimensió i el color.